# 船尾座A
船尾座A（Puppis A）是一顆直徑大約10光年的超新星殘骸 (SNR)，這顆超新星大約出現在3,700年前。雖然他與船帆座超新星殘骸重疊在一起，但距離遠了4倍。  
在這個超新星殘骸內發現一顆被命名為宇宙砲彈的超高速中子星，移動的速度大約是每小時300萬英里。

## 船尾座X-1
船尾座X-1 (Puppis A)是在1971年10月被雲雀火箭發現的， 大小約為1弧分，精確度大於2弧秒，做為船尾座A (赤經 08h 23m 08.16s 赤緯 -42º 41' 41.40")視覺對應體的天體可能是1M 0821-426。在X-射線的天空中，船尾座A是最亮的X-射線源之一，它的X-射線標示名稱為2U 0821-42。